# Pablo Servigne
Pablo Servigne, né en 1978 à Versailles, est un auteur et conférencier français. Il s'intéresse tout particulièrement aux questions de transition écologique, d'agroécologie, de collapsologie et de résilience collective.

## Biographie
Pablo Servigne est franco-colombien. Il passe son enfance à Saint-Germain-en-Laye dans les Yvelines, mais aussi quelques années près de Cherbourg et voyage parfois en Colombie d'où est originaire sa famille maternelle. Ses deux parents sont ingénieurs et il a un frère plus jeune. 
Pablo Servigne part réaliser ses études en Belgique. Il devient ingénieur agronome de Gembloux Agro-Bio Tech et docteur en sciences, de l’université libre de Bruxelles (ULB).
En 2008, il quitte le monde universitaire après avoir fini sa thèse sur l'entraide entre les fourmis arboricoles en Guyane. Cette bifurcation coïncide avec une crise financière qui provoque l'effondrement des bourses mondiales. Il décide d'étudier la possibilité d'un effondrement civilisationnel au sein de l'association Barricades à Liège en Belgique et travaille également pour l'éducation populaire.
Il s'installe ensuite à Bruxelles, où il est employé dans l'économie solidaire et sociale. À cette époque, il découvre le livre de Rob Hopkins, enseignant en permaculture, qui prône une transition par des actions locales, en vue de l'avènement d'une société sans pétrole, et il rencontre Raphaël Stevens, avec qui il partage la vision d'un monde nouveau. Il rencontre également Yves Cochet à l'Institut Momentum, qui lui propose de s'exprimer devant le parlement européen. Il y présente en octobre 2013 son étude « Nourrir l'Europe en temps de crise ».
En 2015, il publie avec Raphaël Stevens le livre Comment tout peut s'effondrer. Petit manuel de collapsologie à l’usage des générations présentes qui va inspirer divers mouvements écologistes émergents, tel Extinction Rebellion. Le livre est un succès de librairie, avec 45 000 exemplaires vendus en trois ans et des ventes continues, amenant le livre aux 100 000 exemplaires vendus. En 2018, il publie Une autre fin du monde est possible, dans lequel il invite à l'entraide et au retour à la nature pour une autonomie alimentaire, via la permaculture, qui n'utilise ni engrais chimiques ni pesticides. Installé dans la Drôme en France avec sa femme et ses enfants, il vit du revenu de la vente de ses livres et des conférences, pratique la sobriété, vit dans un habitat léger, élève des poules et tient un potager,.
En 2022, il coécrit avec Gauthier Chapelle L'Effondrement (et après) expliqué à nos enfants... et à nos parents paru aux éditions du Seuil.
En mai 2024, il publie un nouvel essai aux éditions du Seuil, Le Pouvoir du Suricate - Apprivoiser nos peurs pour traverser ce siècle, écrit avec Nathan Obadia, expert en arts martiaux et en communication non violente.

## Idées et concepts

### Collapsologie
Pablo Servigne et Raphaël Stevens ont inventé le terme « collapsologie » — ils avaient pensé dans un premier temps à « effondrementisme » — pour désigner la « science de l'effondrement de la civilisation industrielle ». Le terme apparaît dans leur livre Comment tout peut s'effondrer en 2015. Mais le concept d'une science de l'effondrement apparaît dès 2004 dans l'essai Collapse, de Jared Diamond, et également dans un article de 2012 paru dans la revue Nature cosigné par 22 auteurs : ils y envisagent la possibilité d’un effondrement dû à la dégradation de l’environnement résultant notamment du réchauffement climatique et de la pollution des sols due aux engrais et pesticides.
Frédéric Joignot analyse l’ouvrage de Pablo Servigne et Raphaël Stevens Comment tout peut s'effondrer: petit manuel de collapsologie à l’usage des générations présentes en ces termes  :

« Après avoir compilé une impressionnante quantité de méta-analyses portant sur l’aggravation du réchauffement, l’épuisement des ressources énergétiques, alimentaires, forestières, halieutiques et métallifères, leur thèse est claire  : les écosystèmes s’écroulent, la catastrophe a commencé pour l’humanité. Elle va s’accélérer. Et la « collapsologie » est la nouvelle science interdisciplinaire qui regroupe les études, faits, données, prospectives, scénarios qui le démontrent. »

### Résiliences
Pablo Servigne a participé à un travail conceptuel sur la notion de résilience pour la transition écologique et l’effondrement.
Avec Agnès Sinaï, Hugo Carton et Raphaël Stevens, il propose quatre déclinaisons de la résilience : la résilience commune, la résilience globale, la résilience locale et la résilience intérieure. Cette dernière se renforce lorsqu’on a pris acte des catastrophes qui ont lieu, et lorsque l’on fait le deuil du monde tel qu’on le connaît (dans son fonctionnement, ses objectifs, etc.).

### Entraide et coopération
Reprenant et actualisant les thèses de Pierre Kropotkine dans L'Entraide, un facteur de l'évolution, Pablo Servigne co-écrit avec Gauthier Chapelle L’Entraide, l’autre loi de la jungle, un ouvrage qui attaque le mythe d’un monde construit sur le principe de la compétition, la concurrence et de la loi du plus fort (mythe du darwinisme social). Pour les auteurs, les relations entre espèces et entre membres d’une même espèce ne se réduisent pas uniquement à la compétition et à la prédation. Selon eux, la symbiose et la coopération sont des principes du vivant jouant un rôle clé dans l’évolution.

## Critiques de la collapsologie
Pablo Servigne et la doctrine de la collapsologie qu'il défend ont fait l'objet de critiques diverses. La collapsologie serait « un discours fantaisiste qui tient plus du prophétisme que de la science. »

Ainsi, le philosophe Jacques Bouveresse dit : 

« La collapsologie, c'est un terme qui m'exaspère. Quand vous forgez un mot avec la terminaison en -logie vous voulez donner l'impression qu'il s'agit de quelque chose de plus ou moins scientifique ; et, si j'ai bien compris, il y a des gens qui prétendent pratiquer ce genre de choses de façon scientifique. Je suis sceptique : bien qu'ils puissent s'appuyer au départ sur des données recueillies sérieusement, ces discours me paraissent davantage relever du prophétisme que de la science. »

Alternatives économiques estime également que Servigne est trop ignorant de l'état actuel de la recherche en sciences sociales et qu'il établit de nombreux parallèles discutables comme celui entre l'effondrement d'une société et la disparition d'un être vivant.
Ces critiques, reprises par les médias, suscitent la controverse.
« Avec leur ouvrage, Pablo Servigne et Raphaël Stevens donnent une nouvelle portée à la théorie de l’effondrement : de marginale et confinée aux milieux écologistes radicaux, la collapsologie fait son entrée dans le langage courant. Avec elle, un mouvement se met en route (...) En 2019, on recense ainsi 882 articles d’actualité s’intéressant à la question et décrivant ces communautés aux modes de vie alternatifs (…)
Comme dans tout jeu de positionnements, à mesure que la collapsologie fait des adeptes, elle suscite aussi des oppositions. En bref, la collapsologie fait débat ! »

## Publications
- Pablo Servigne (préf. Yves Cochet, postface Olivier De Schutter), Nourrir l'Europe en temps de crise : vers des systèmes alimentaires résilients, Nature et Progrès, 2014, 189 p. (ISBN 978-2-930386-52-2)
  - Réédition par les éditions Actes Sud, coll. « Babel » en 2017  (ISBN 9782330086572).
- Pablo Servigne et Raphaël Stevens (postface Yves Cochet), Comment tout peut s'effondrer : petit manuel de collapsologie à l’usage des générations présentes, Paris, Seuil, coll. « Anthropocène », 2015, 304 p. (ISBN 978-2-02-122331-6).
  - Édition de poche avec préface et postface inédites en 2021  (ISBN 978-2-7578-6820-1).
- Agnès Sinaï, Hugo Carton, Raphaël Stevens et Pablo Servigne, Petit traité de résilience locale, Paris, Éditions Charles Léopold Mayer, 2015, 110 p. (ISBN 978-2-84377-186-6).
- Pablo Servigne et Gauthier Chapelle, L'entraide : l'autre loi de la jungle, Paris, Les Liens qui libèrent, 2017, 224 p. (ISBN 979-10-209-0440-9)
  - Édition de poche en 2019  (ISBN 9791020907004).
- Pablo Servigne, Raphaël Stevens et Gauthier Chapelle, Une autre fin du monde est possible : vivre l'effondrement (et pas seulement y survivre), Paris, Seuil, coll. « Anthropocène », 2018, 327 p. (ISBN 978-2-02-133258-2).
- Retour sur Terre : 35 propositions (ouvrage collectif: Dominique Bourg, Johann Chapoutot, Gauthier Chapelle, Philippe Desbrosses, Xavier Ricard Lanata, Pablo Servigne, Sophie Swaton), juin 2020, PUF[21]
- Isabelle Attard, Carolyn Baker, Nicolas Casaux, Yves Cochet, Nicolas Hulot, Derrick Jensen, Jean Jouzel, Arthur Keller, Vincent Mignerot et Pablo Servigne, L'effondrement de l’empire humain : regards croisés, Rue de l'échiquier[22] août 2020, 228 p.  (ISBN 978-2-37425-240-7)
- Pablo Servigne (dir.), Raphaël Stevens (dir.) et al., Aux origines de la catastrophe : Pourquoi en sommes-nous arrivés là ?, éd. Les Liens qui libèrent et Imagine Demain le monde, 2020, 208 p. (ISBN 979-10-209-0834-6, présentation en ligne).
- Pablo Servigne et Gauthier Chapelle : L'Effondrement (et après) expliqué à nos enfants... et à nos parents, Seuil, Septembre 2022. (ISBN 978-2-02-146648-5).
- Pablo Servigne et Nathan Obadia : Le Pouvoir du Suricate: Apprivoiser nos peurs pour traverser ce siècle, Seuil, Mai 2024. (ISBN 978-2021559255).
- Préface de la nouvelle édition de la bande-dessinée Les Terrestres de Noël Mamère et Raphaelle Macaron, Éditions du Faubourg, 2025. (ISBN 978-2487867000).

### Contributions à des ouvrages collectifs
- Pablo servigne et Gauthier Chapelle, « L'histoire de l'évolution le montre : l'entraide est la seule réponse viable à l'effondrement », dans Laurent Testot et Laurent Aillet (direction), Collapsus : Changer ou disparaître ? Le vrai bilan sur notre planète, Éditions Albin Michel, 2020, 352 p. (ISBN 978-2-22644-897-2).